# Međare
Međare falu Horvátországban Šibenik-Knin megyében. Közigazgatásilag Skradinhoz tartozik.

## Fekvése
Šibenik központjától légvonalban 22, közúton 34 km-re, községközpontjától légvonalban 15, közúton 18 km-re északnyugatra, Dalmácia középső részén, a Ravni kotar keleti szélén, a megyehatár közelében fekszik.

## Története
A török 1523-ban foglalta el a közeli Bribir várát. A török uralom a 17. század végén ért véget, mely után velencei uralom következett. Ezután a Boszniából  1686 és 1689 között pravoszláv vlach lakosság települt be. A falu 1797-ben a Velencei Köztársaság megszűnésével a Habsburg Birodalom része lett. 1806-ban Napóleon csapatai foglalták el és 1813-ig francia uralom alatt állt. Napóleon bukása után ismét Habsburg uralom következett, mely az első világháború végéig tartott. A településnek 1880-ban 43, 1910-ben 66 lakosa volt. Az I. világháború után rövid ideig az Olasz Királyság, ezután a Szerb-Horvát-Szlovén Királyság, majd Jugoszlávia része lett. 1991-ben lakosságának 98 százaléka pravoszláv szerb volt. Még ez évben lakói csatlakoztak a Krajinai Szerb Köztársasághoz. 1995 augusztusában a horvát hadsereg foglalta vissza a települést. Szerb lakói elmenekültek. A településnek 2011-ben mindössze 6 lakosa volt.

## Lakosság
| Lakosság változása | Lakosság változása | Lakosság változása | Lakosság változása | Lakosság változása | Lakosság változása | Lakosság változása | Lakosság változása | Lakosság változása | Lakosság változása | Lakosság változása | Lakosság változása | Lakosság változása | Lakosság változása | Lakosság változása | Lakosság változása |
| ------------------ | ------------------ | ------------------ | ------------------ | ------------------ | ------------------ | ------------------ | ------------------ | ------------------ | ------------------ | ------------------ | ------------------ | ------------------ | ------------------ | ------------------ | ------------------ |
| 1857               | 1869               | 1880               | 1890               | 1900               | 1910               | 1921               | 1931               | 1948               | 1953               | 1961               | 1971               | 1981               | 1991               | 2001               | 2011               |
| 0                  | 0                  | 43                 | 42                 | 35                 | 66                 | 160                | 79                 | 108                | 125                | 123                | 125                | 129                | 108                | 8                  | 6                  |